# سعيد بن سعد بن عبادة
سعيد بن سعد بن عبادة بن دليم بن حارثة بن أبي خزيمة بن ثعلبة بن طريف بن الخزرج بن ساعدة بن كعب بن الخزرج الأنصاري المدني الخزرجي. له صحبة، وهو ثقة قليل الحديث، وكان واليًا للإمام علي بن أبي طالب على اليمن.
روى عن سعيد هذا ابنه شرحبيل بن سعيد، وأبو أمامة بن سهل بن حنيف. قال عنه ابن حجر العسقلاني: «صحابي صغير»، وقال ابن عبد البر الأندلسي: «صحبته صحيحة ذكره الواقدي وغيره فيمن له صحبة»، وقال الذهبي: «مختلف في صحبته»، وقال محمد بن سعد كاتب الواقدي: «ثقة قليل الحديث».

## طالع أيضًا
- سعد بن عبادة